# Волкович, Виктор Леонидович
Виктор Леонидович Волкович (24 июня 1939, Гомель — 7 апреля 2004, Киев) — советский учёный в области кибернетики. Доктор технических наук (1974), профессор (1982).

## Биография
В 1962 окончил Киевский университет. С 1964 работал в Институте кибернетики НАНУ: заведующий отделом исследований и проектирования сложных систем (1977-87), зам. директора по научной работе (1987- 95), заведующий отделом систем методов исследования и проектирования сложных систем (1995—2004). Одновременно с 1972 вёл преподавательскую деятельность в Киевском университете: 1988-96 — заведующий кафедрой теории автоматизированных систем.

## Награды
- Государственная премия СССР (1981),
- Премия имени Глушкова АН УССР (1990)

## Научные труды
- «Пространственно-распределенные приемные и управляющие системы». К., 1968 (в соавторстве);
- «Вычислительные методы исследования и проектирования сложных систем». Москва, 1982 (в соавторстве);
- «Методы и алгоритмы автоматизированного проектирования сложных систем управления». К., 1984 (в соавторстве);
- «Модели и методы оптимизации надежности сложных систем». К., 1992 (в соавторстве);
- «Распределенные задачи многокритериальной оптимизации и методы их решения» // Автоматика. 1994. № 5-6;
- «Методы минимизации интерфейсных проблем между прикладными программами корпоративных бизнес-процессов в проекте 2000» // КСА. 1999. № 5 (в сваторстве).